# Iwan Wielikanow
Iwan Michajłowicz Wielikanow (ros. Иван Михайлович Великанов, ur. w październiku 1898 w Jamanowie, zm. 8 kwietnia 1938 w Moskwie) – radziecki lekarz wojskowy, bakteriolog, ofiara czystki w Armii Czerwonej.

## Życiorys
Pochodził z rodziny tkaczy. W 1918 r. rozpoczął studia medyczne na Uniwersytecie Moskiewskim; ukończył je w 1923 r., podejmując studia doktoranckie, specjalizując się w bakteriologii. W 1919 r. wstąpił do WKP(b). Od 1926 do 1928 r. był asystentem w katedrze bakteriologii i zastępcą dziekana wydziału medycznego uniwersytetu. Ideowy komunista, równocześnie kształcił się w Instytucie Czerwonej Profesury, na wydziale nauk ścisłych i filozoficznych, który ukończył w 1928 r.. W tymże roku miał zostać profesorem na katedrze materializmu dialektycznego na Uniwersytecie w Saratowie, jednak na podstawie decyzji sekretariatu Komitetu Centralnego WKP(b) polecono mu kontynuowanie pracy naukowej w obszarze mikrobiologii i epidemiologii na potrzeby wojska. W latach 1929–1930 był profesorem katedry mikrobiologii Uniwersytetu Moskiewskiego i zastępcą dyrektora Instytutu im. Miecznikowa.
W 1930 r. powierzono mu kierowanie wojskowym laboratorium, w którym prowadzono badania nad szczepionkami i surowicami, zaś w 1933 r. stanął na czele Wojskowego Instytutu Naukowo-Medycznego Armii Czerwonej (od 1934 r. – Instytutu Biotechnicznego Armii Czerwonej), gdzie pracował nad rozwojem broni biologicznej i przeciwdziałaniem jej. Był autorem 20 prac naukowych, zajmował się m.in. powstawaniem i przeciwdziałaniem powstawaniu gangreny, w 1936 r. uzyskał stopień doktora nauk medycznych. W tym samym roku otrzymał stopień lekarza dywizji (diwwracza). 

### Aresztowanie, proces i śmierć
6 lipca 1937 r. został aresztowany przez NKWD za sprawą donosów składanych na niego przez komisarza Instytutu Biotechnicznego brigkoma Ilję Lisicyna. Dzień później zatrzymano również jego żonę Zoję Michajłową-Wielikanową, lekarza wojskowego 1 rangi, również pracownicę Instytutu Biotechnicznego i członkinię WKP(b). Iwana Wielikanowa oskarżono o szpiegostwo na rzecz Japonii trwające od 1934 r., a także o udział w wojskowym spisku faszystowskim kierowanym przez Michaiła Tuchaczewskiego (rozstrzelanego, razem z siedmioma innymi wysokimi oficerami Armii Czerwonej, po pokazowym procesie w czerwcu 1937 r.). Zarzucono mu m.in. zakażenie bakteriologiczne przeznaczonej dla mieszkańców Moskwy żywności. Zoję Wielikanową oskarżono natomiast o aktywny udział w kierowanej przez męża „działalności dywersyjnej”. Dowodami w ich sprawach miały być wymuszone podczas wcześniejszych śledztw zeznania Christiana Rakowskiego, Innokientija Chalepskiego, Michaiła Baranowa (lekarza korpusu), Aleksandra Kossowskiego (podwładnego Wielikanowa z Instytutu, z którym ten rozmawiał w czerwcu 1937 r., iż Tuchaczewskiego aresztowano i stracono bezpodstawnie) oraz Borisa Reinera (również lekarza wojskowego). Przetrzymywany w więzieniu na Butyrkach, wielokrotnie pobity podczas śledztwa Wielikanow ostatecznie przyznał się popełnienia błędów i niedopełnienia obowiązków służbowych, a także do udziału w spisku Tuchaczewskiego. Odrzucił natomiast zarzuty szpiegostwa i nie obciążył kolejnych osób. Zoja Michajłowa-Wielikanowa nie przyznała się do żadnych przestępstw.
8 kwietnia 1938 r. Iwan Wielikanow podczas piętnastominutowego procesu odwołał wcześniejsze zeznania, co nie miało jednak żadnego znaczenia; został skazany na śmierć i najprawdopodobniej tego samego dnia rozstrzelany. Jego żonę stracono jeszcze w grudniu 1937 r.
Odznaczony Orderem Czerwonej Gwiazdy.

## Rodzina
Z Zoją Michajłową był żonaty od 1920 r., mieli córkę Ninel i syna Władimira. Ich nastoletnią córką po aresztowaniu zajęła się gosposia w domu Wielikanowów, Agrafiena Judaszyna. Ona również zdołała powierzyć sześcioletniego Władimira jego ciotce Alewtinie Kułakowej. 